# Roberto Gramaglia
Roberto Enrique Gramaglia (Colonia Marina, Córdoba, 19 de junio de 1956) es un comerciante y dirigente político argentino que supo desempeñarse durante veinte años como intendente de San José de Metán.

## Biografía
Nació en la zona rural de Colonia Marina, un pequeño pueblo de la Provincia de Córdoba, el 19 de junio de 1956, lugar donde vivió hasta casi los 7 años, con su padre Enrique Francisco Gramaglia y su madre Yeffa Catalina Peano trasladándonos en el año 1963 a la localidad de La Para, donde cursó los estudios primarios en la Escuela Mariano Moreno Fragueiro, en la que fue abanderado.
Luego pasó por las aulas del I.C.M.E. (Instituto Comercial Monseñor Esquiú), hoy el Instituto Monseñor Esquiú, colegio secundario del pueblo, donde se recibió en diciembre de 1974 de Perito Mercantil, y en el que fue el segundo escolta de la bandera. Se inscribió en la Universidad Nacional de Córdoba para la carrera de Ingeniería Civil, aunque luego abandonó los estudios para proseguir trabajando en el pueblo. Allí conoció a María Luisa Saracho López, Milu, quien es su esposa desde el 19 de abril de 1980. Con ella y su primer hijo de apenas 5 meses, Matías Emanuel, se radicaron en Metán (así se llamaba por aquel entonces) el 15 de diciembre de 1981, lugar en el que nacieron sus otros tres hijos, Marcos Lucas, Ramiro Iván y Agustina María Pía. Pasados los años, su familia se continuó agrandando con la llegada de los nietos: Nahuel Matías, Constantino Emanuel, Luján Francesca y Clara.
Fueron a Metán porque les gustó mucho el lugar, por lo que pudieron ver en las visitas a sus suegros Hilario Saracho López y Gregoria Cabrera, que residían ahí por haberse trasladado en 1980 para la construcción de la ruta nacional 16, tramos El Galpón-El Tunal.
En la Ciudad de San José de Metán, según se decía, por aquel entonces su población era de un poco más de 20.000 habitantes. Se dedicó a la actividad comercial en el rubro “mercadito con carnicería”, con la elaboración propia de chacinados, siendo el primero en la ciudad que hacía fiambres como salames tipo chacra y colonia, bondiola, panceta, jamón crudo, queso de cerdo, elaborados en forma diferente y que se complementaban con los embutidos que se hacían aquí.
Fue integrante de instituciones gremiales como el Centro de Comerciantes de la Carne y de la Cámara de Comercio e Industria de Metán y del C.A.S. (Consejo Asesor Sanitario); en sus comisiones directivas ocupó en diferentes períodos el cargo de vocal y de secretario; fueron tiempos difíciles, donde el país salía de una dictadura y de una guerra perdida, la de Las Malvinas, que llevó a las Fuerzas Armadas a convocar elecciones.
Corría el año 1988 y un grupo de amigos, entre ellos Ángel Armando Santamaría, Martín Giral, Humberto Mario Biasutti, Luis Dante Capuzzello y otros más (previas conversaciones), le proponen formalmente participar en la vida política con el Partido Renovador de Salta, al que pertenecía los Sres. Santamaría y Giral, propuesta que acepta.
Así comenzó su militancia política, en medio de una fuerte puja interna entre dos sectores del P.R.S., uno conservador, el otro más abierto, que compartía la necesidad de apertura y cambios a la luz del avance de la vida democrática y de los requerimientos de la provincia y el país. Fue el sector en el cual participó y el que finalmente prevaleció, permitiendo que en las elecciones del 14 de mayo de 1989, ingresara Gramaglia como concejal electo junto a Ángel Armando Santamaría y Santiago Antonio Borjas, comicios en los que formó parte de la confederación Federalista Independiente y el 10 de diciembre de 1989 asumió su banca junto a tres radicales: Domingo Rubio, Luis C. Vera, Dora Sánchez de Pirro, y los tres del FREJUPO: Julio Antonio Solís, Guillermo Sierra y Prudencio Pulita. El justicialismo ganó las elecciones con 3.561 votos, en segundo lugar la U.C.R. con 3.326 votos y en tercer lugar el PRS con 2.703.
Dos años más tarde sería elegido como Intendente de San José de Metán por primera vez y luego reelegiría en 1995, 1999, 2003 y 2007.
Fue convencional constituyente de Salta en 1998 cuando Juan Carlos Romero realizó su primera modificación de la carta magna provincial. En el año 2001 fue el tercer candidato a diputado nacional por el Partido Renovador de Salta acompañando a Andrés Zottos, los resultados finalmente depositarían a Zottos en el congreso de la nación pero no serían suficientes para el ingreso de Gramaglia.
En el año 2011 su propio partido decide que lo mejor para el espacio era que él se candidatease a Senador por el departamento de Metán y dejase la intendencia en algún candidato más nuevo. De esa manera Gramaglia ganaría la banca de senador que respondía históricamente al justicialismo y la intendencia del municipio quedó en manos de otro renovador, el joven Fernando Romeri.
En el año 2015 Gramaglia buscaría renovar su mandato como senador ganando en las PASO con un total de 11.945 dentro del frente Justicialista Renovador para la Victoria. En las generales finalmente obtendría la renovación de su banca por el periodo 2015-2019 con un total de 13.396 votos.
En 2019 Roberto buscaría renovar su mandato como senador departamental una vez más, esta vez dentro del frente Sáenz Gobernador. En las PASO lograría 6.536 votos muy por debajo de los 10.226 de Héctor D´Auria del Frente de Todos, la diferencia porcentual llegaba a 17%. En las generales Gramaglia apenas conseguiría 19 votos más con un total de 6.555 mientras que D´Auria lograría aumentar a 11.921 sus votos. En términos porcentuales el candidato del Frente de Todo obtendría 52,96% votos y el exintendente de San José de Metán 29,12%.
En 2021 Roberto volvería a ser candidato aunque en esta ocasión encabezaría la lista de convencionales constituyentes del departamento de Metán en representación del Partido Renovador de Salta, acompañando la lista de diputados encabezada por Sebastián Otero. Gramaglia obtendría una de las tres bancas en juego tras salir segundo con 3.447 votos por detrás del candidato de Gana Salta, José María Issa, intendente de San José de Metán. Asumió como convencional constituyente el 30 de septiembre de 2021 y pasó a integrar el bloque de Unidos por Salta.